# Felicitas de Roma
Felícitas de Roma (Roma, ca. 101 - 165) fou una dona cristiana de l'antiga Roma. Morta com a màrtir és venerada com a santa per tota la cristiandat. No s'ha de confondre amb Felícitas de Cartago, venerada amb Santa Perpètua de Cartago.

## Historicitat
L'única certesa que se'n té és que era venerada com a màrtir i sebollida al cementiri de Màxim, a la Via Appia, un 23 de novembre. La llegenda que la presenta com a mare de set màrtirs, la festivitat dels quals se celebra el 10 de juliol. Aquesta llegenda és similar a la de santa Simforosa de Tivoli, amb qui sovint es confon. Podria tractar-se de la mateixa persona, o d'una adaptació de la llegenda d'una a l'altra.
La festivitat de la santa s'esmenta per primer cop al Martyrologium Hieronymianum, amb la data del 23 de novembre, i sant Gregori el Gran li dedicà una homilia. Sobre la seva tomba, en la Via Salaria, s'edificà una església, de la qual es retrobà la cripta en 1885.

## Associació amb els set màrtirs

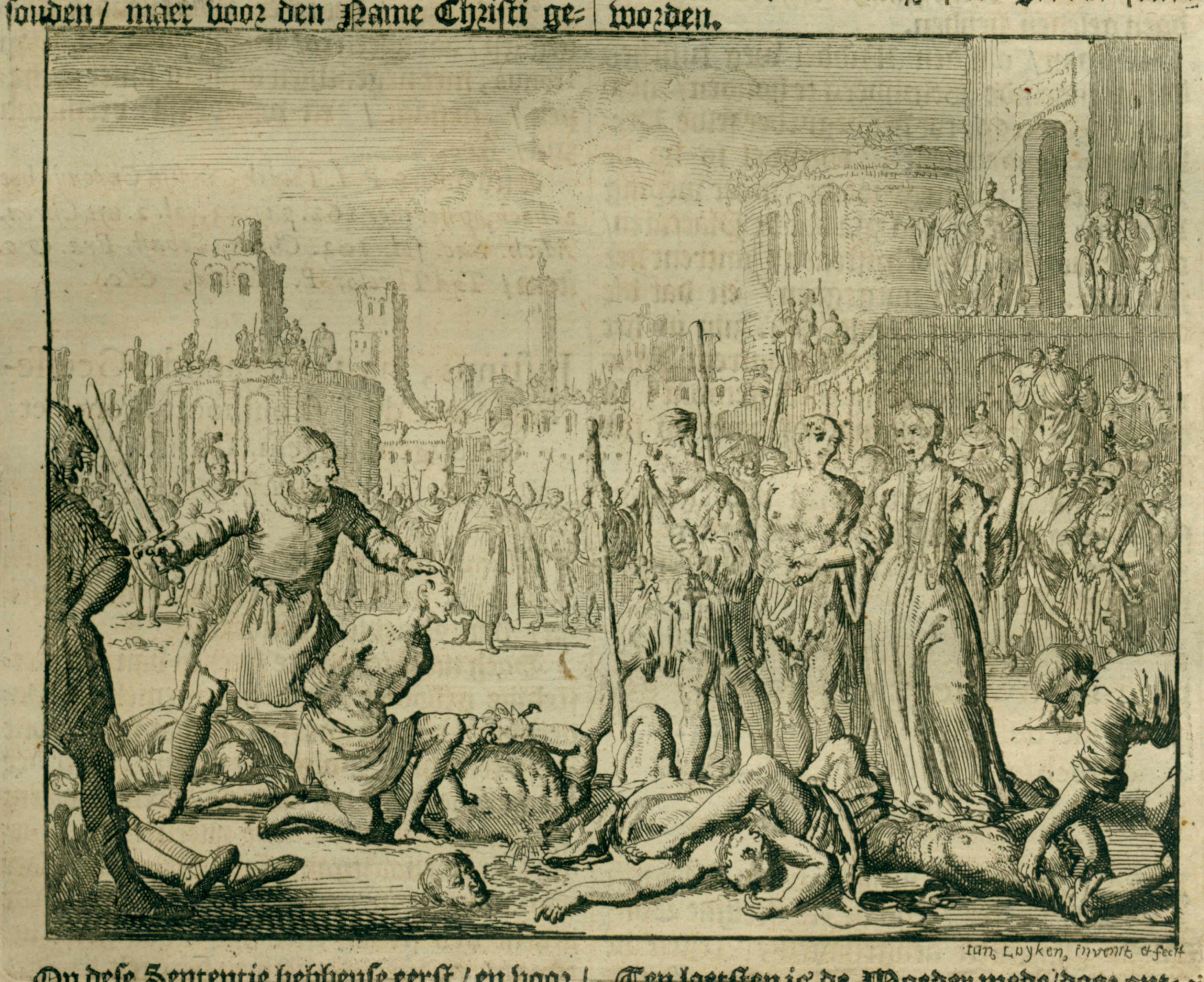
Martiri de Felícitas i els seus fills, gravat flamenc del s. XVI.

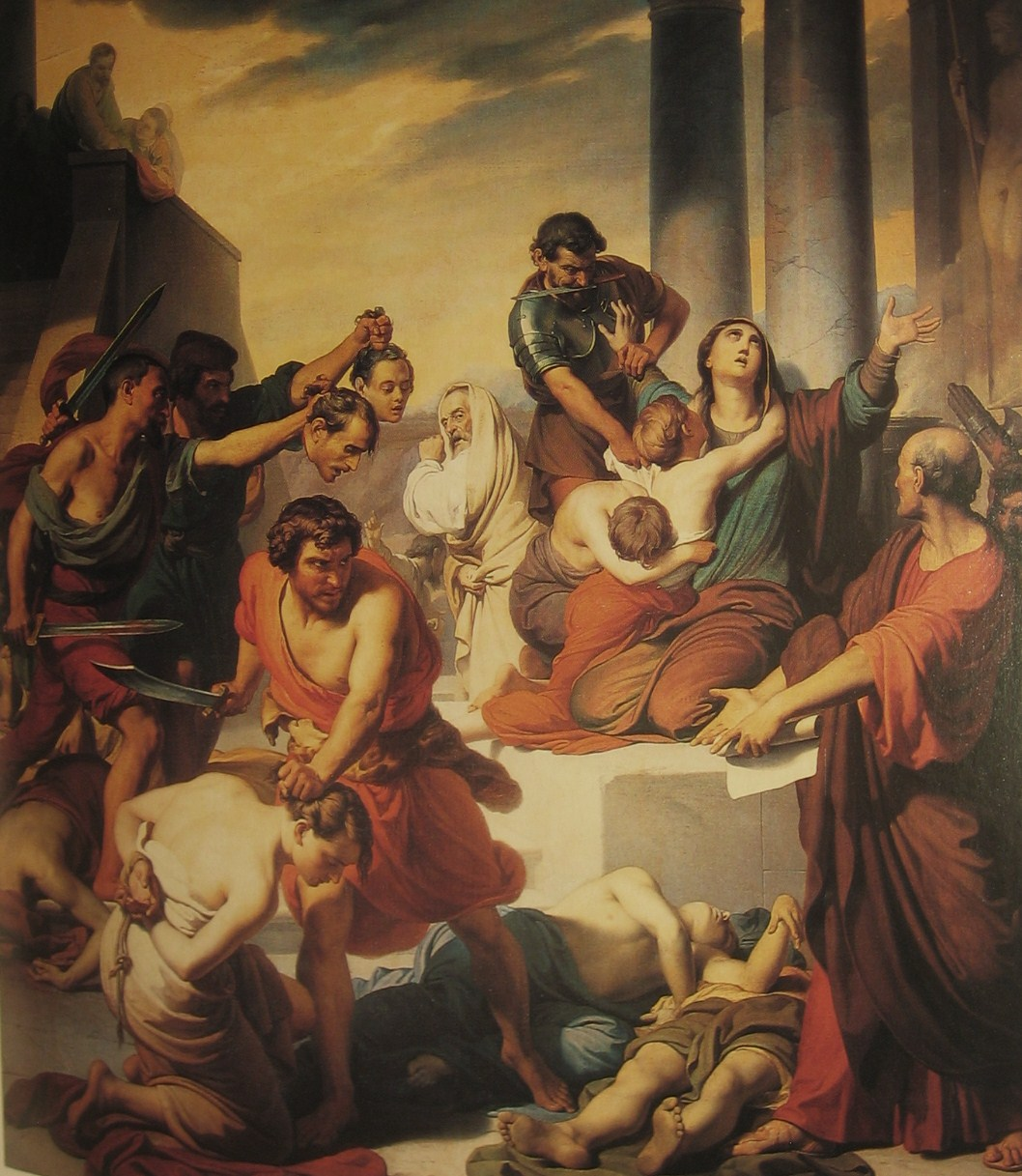
Martiri, per Francesco Coghetti, s. XIX.

El 10 de juliol se celebrava el martiri de set màrtirs que, tot i haver estat morts en diferents anys i sebollits en diferents cementiris, es commemoraven conjuntament. Aquests màrtirs eren: 
- Alexandre, Vidal i Marcial, enterrats al cementeri dels Jordani, a la Via Salaria
- Gener o Januari, al cementiri de Praetextatus, a la Via Salaria, en una tomba del segle ii, potser de l'època de Marc Aureli
- Fèlix i Felip, al cementiri de Priscil·la, a la Via Salaria
- Silvà, al cementiri de Màxim, a la Via Appia.

En cap font antiga, però, es diu que fossin germans, ni tan sols parents. La tradició posterior, sense fonament, els va fer germans, tots ells fills de Felícitas, i així fou recollit al Calendari general romà fins a la revisió de 1969: "els Set Sants Germans". L'associació entre els germans i Felicitats es troba a partir del segle vi, i Gregori el Gran hi fa referència a la Homiliæ super Evangelia, book I, homily iii. Les actes de martiri més antigues no són anteriors al segle vi i semblen provenir d'un text grec. Potser el fet que Felícitas fos enterrat al mateix lloc que Silvà, al Cementirium Maximi, tingués a veure amb aquesta associació. Una altra possible font és el martiri dels set germans Macabeus i la seva mare.

### Llegenda de Felicitat i els Set Sants Germans
La llegenda diu que Felícitas era una noble i rica vídua romana, convertida al cristianisme i amb set fills. Molt caritativa, ajudava els necessitats i donava exemple de fe, aconseguint així moltes conversions. Els sacerdots pagans la van acusar davant l'emperador Marc Aureli, avisant-lo que la ira dels déus cauria sobre la ciutat. El prefecte Publi els jutjà i els comminà a fer sacrificis als déus pagans, però s'hi negaren.
Foren condemnats a mort, i Felícitas va haver de contemplar el martiri de tots els seus fills abans de morir ella mateixa. La llegenda indica diferents martiris per a cada germà. El més gran, Januari, fou escorxat; Fèlix i Felip, colpejats amb bastons fins a la mort; Silvà, estimbat de dalt d'un penya-segat; els més joves, Alexandre, Vidal i Marcial, foren decapitats. Després de la mort de cadascú, Felícitas era encoratjada a renunciar a la seva fe, però ella s'hi negava. Morts els set, als quatre mesos fou martiritzada, l'any 165.

## Veneració
A més de la capella sobre la tomba, s'edificà una capella en honor de Felícitas prop de les ruïnes de les Termes de Titus. El seu cos fou traslladat cap al 800 per Lleó II a l'església de Santa Susanna de Roma, on és des de llavors a la cripta, amb el de Sant Vidal, un dels seus suposats fills. Algunes de les relíquies de la santa es conserven a l'església dels caputxins de Montefiascone (Toscana).